# XiaoXiao
XiaoXiao (小小 en chinois) est une série d'animations réalisés par Zhu Zhiqiang (né en 1976) en utilisant principalement le format Adobe Flash. Les personnages sont des bonshommes allumettes et le décor a le même aspect. La série officielle comporte dix vidéos, mais d'autres amateurs font des vidéos basées sur XiaoXiao (il existe également un mod Counter-Strike).

## Série officielle
Xiao Xiao N°1Deux hommes se battent.
Xiao Xiao N°2Jeu: Une barre (ou autre chose) se trouve sur l'écran avec un curseur qui bouge dessus. Il faut appuyer sur la barre espace pour arrêter le curseur. Ensuite, un Xiao Xiao doit tuer un ennemi. Si le joueur réussit, deux canons lancent des boulets sur un Xiao Xiao. Plus le curseur de la barre est haut, plus les chances de gagner sont grandes. Ce n'est pas le joueur qui joue, les actions sont déjà pré-enregistrées et il faut en choisir une dans chaque niveau.
Xiao Xiao N°3Un Xiao Xiao doit tuer beaucoup de gens ainsi qu'un boss.
Xiao Xiao N°4Jeu: Le joueur incarne un Xiao Xiao armé d'un pistolet, qui doit tuer plus vite que les autres.
Xiao Xiao N°5Deux Xiao Xiao se battent avec des pouvoirs magiques.
Xiao Xiao N°6Jeu: Il faut appuyer frénétiquement sur la barre d'espace, en allant plus vite que son ennemi.
Xiao Xiao N°7Première partie du long métrage Xiao Xiao.
Xiao Xiao N°8Deuxième partie du long métrage. La suite est inconnue.
Xiao Xiao N°9Jeu.
Xiao Xiao N°10Un Xiao Xiao doit en battre beaucoup d'autres.

## Les dérivés de Xiao Xiao
Des dérivés de cette série ont été créés, comme:
BattlefieldDes personnages se combattent dans un monde restreint.
Animator vs. AnimationUn Stickman, surnommé l'élu, prend vie sur un ordinateur d'un dessinateur créant une animation sous Flash.
Flashdesk Counter-StrikeUne animation portant sur le jeu Counter-Strike, mais à la place les personnages sont remplacés par des Stickmen.